# Mittelstreckenflugzeug

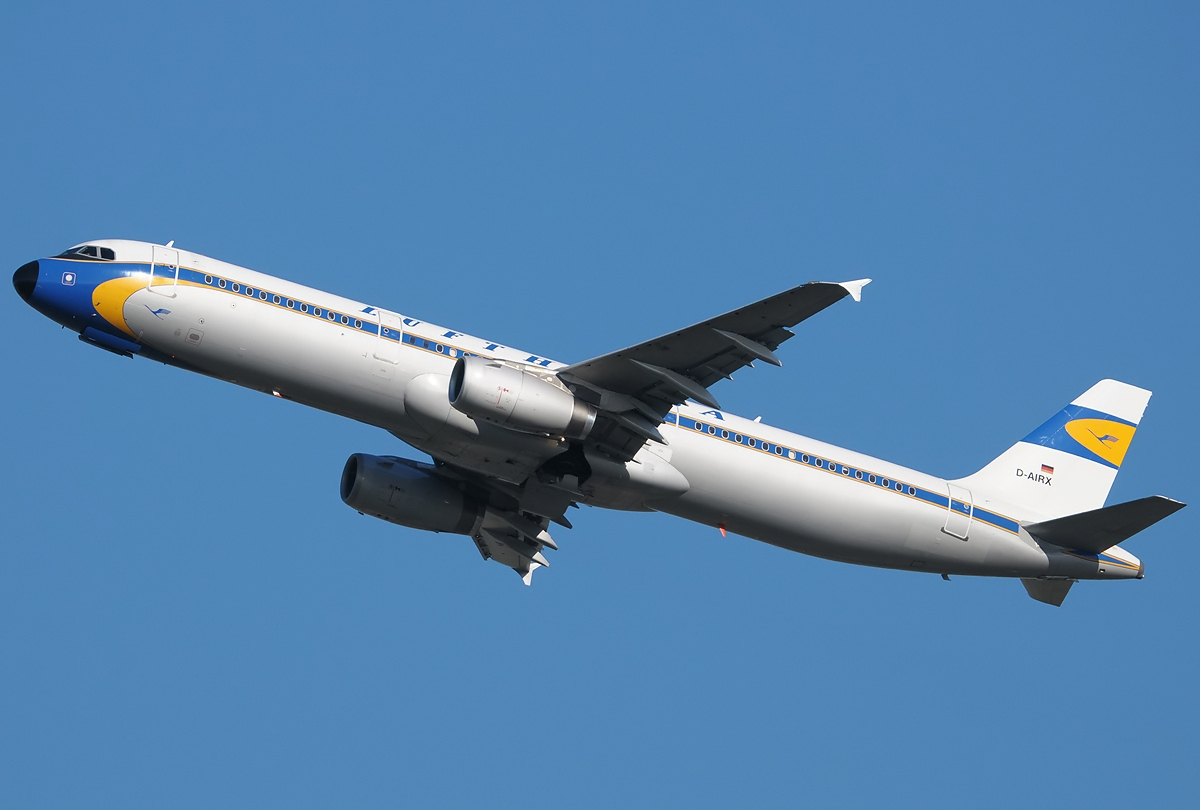
Airbus A321

Ein Mittelstreckenflugzeug ist ein Flugzeug, das bei Flugstrecken ohne Zwischenlandung etwa zwischen 2000 km und 5000 km am wirtschaftlichsten einzusetzen ist. Die Abgrenzung moderner Mittelstreckenflugzeuge zu Kurzstreckenflugzeugen ist fließend infolge der vielen unterschiedlichen Varianten hinsichtlich Reichweite, Antrieb oder Passagierzahl eines Typs. Die Reichweite hängt auch wesentlich von der Beladung ab.
Häufig sind Chartermaschinen für den Urlauberverkehr Mittelstreckenmaschinen, die über eine sehr dichte Bestuhlung verfügen.
Die verbreitetsten modernen Mittelstreckenflugzeuge sind Typen der Hersteller Airbus, Boeing, McDonnell Douglas (heute ebenfalls Boeing) und Tupolew. Nach der Fusion von McDonnell Douglas und Boeing und dem Zusammenbruch der Sowjetunion besteht inzwischen ähnlich wie bei Großraumflugzeuge ein de facto Duopol auch bei Mittelstreckenflugzeugen. Versuche von Bombardier (Bombardier CSeries), dieses Duopol aufzubrechen, sind bisher gescheitert. COMAC hat jedoch inzwischen mit der Comac C919 ein Flugzeug im Angebot, welches im Wesentlichen dieselbe Nische besetzt wie Boeing 737 NG und Airbus A320 ceo und inzwischen in China auch im regulären Fluggasteinsatz ist, wenn auch nur mit weniger als 10 Maschinen (Stand Mai 2023).

## Klassifizierung typischer Mittelstreckenflugzeuge nach Einsatzgebiet, Abmessung und Produktion
| Flugzeugtyp                  | Einsatz        | Trieb- werke (PTL / Jet) | Produktions- zeit | Länge (von-bis) | Spann- weite (von-bis) | Reichweite (ca.) | Passa- giere (ca.) | Stückzahl produziert (Mitte 2008) | Stückzahl einsatzfähig (Mitte 2008) | Land                                 | Bild   |
| ---------------------------- | -------------- | ------------------------ | ----------------- | --------------- | ---------------------- | ---------------- | ------------------ | --------------------------------- | ----------------------------------- | ------------------------------------ | ------ |
| Airbus A220                  | aktuell        | 2 Jets                   | 2013–             | 35–38 m         | 34 m                   | 3.334            | 100–145            | 0                                 | 0                                   | Kanada                               | A300   |
| Airbus A300                  | aktuell        | 2 Jets                   | 1972–2007         | 53–54 m         | 44 m                   | 1.500– 7.000 km  | 250–345            | 561                               | 411                                 | Frankreich / europäisches Konsortium | A300   |
| Airbus A318                  | aktuell        | 2 Jets                   | 2002–             | 31 m            | 34 m                   | 2.700– 5.900 km  | 100                | 64                                | 53                                  | Frankreich / europäisches Konsortium | A319   |
| Airbus A319                  | aktuell        | 2 Jets                   | 1993–             | 33 m            | 34 m                   | 3.300– 6.800 km  | 120–159            | 1.104                             | 1.040                               | Frankreich / europäisches Konsortium | A319   |
| Airbus A320                  | aktuell        | 2 Jets                   | 1987–             | 37 m            | 34 m                   | 4.800– 5.700 km  | 150–180            | 1.978                             | 1.857                               | Frankreich / europäisches Konsortium | A319   |
| Airbus A321                  | aktuell        | 2 Jets                   | 1989–             | 44 m            | 34 m                   | 4.400– 5.600 km  | 185–220            | 475                               | 445                                 | Frankreich / europäisches Konsortium | A319   |
| Boeing 717 (= MD-95)         | aktuell        | 2 Jets                   | 1998–2006         | 37 m            | 28 m                   | 2.600 km         | 100–145            | 156                               | 150                                 | Vereinigte Staaten                   | B-717  |
| Boeing 727                   | aktuell        | 3 Jets                   | 1963–1984         | 40–46 m         | 32 m                   | 3.000– 4.000 km  | 131–189            | 1.832                             | 838                                 | Vereinigte Staaten                   |        |
| Boeing 737 (viele Varianten) | aktuell        | 2 Jets                   | 1968–             | 28–42 m         | 28–35 m                | 3.400– 7.200 km  | 85–215             | 5.857                             | 5.344                               | Vereinigte Staaten                   | B-737  |
| Boeing 757                   | aktuell        | 2 Jets                   | 1982–2004         | 47–54 m         | 38 m                   | 4.300– 7.800 km  | 200–280            | 1.050                             | 1.034                               | Vereinigte Staaten                   | B-757  |
| Douglas DC-9                 | aktuell        | 2 Jets                   | 1965–1982         | 31–40 m         | 27–36 m                | 2.300– 3.400 km  | 90–139             | 976                               | 495                                 | Vereinigte Staaten                   | DC-9   |
| Douglas DC-9-81/82/83/87     | aktuell        | 2 Jets                   | 1979–1999         | 39–46 m         | 33 m                   | 2.800– 5.400 km  | 130–172            | 1.191                             | 1.070                               | Vereinigte Staaten                   | MD-81  |
| McDonnell Douglas MD-90      | inaktiv        | 2 Jets                   | 1993–2000         | 46 m            | 32 m                   | 3.860 km         | 172                | 116 (ca.)                         | 112                                 | Vereinigte Staaten                   | MD-90  |
| Suchoi Superjet 100          | aktuell        | 2 Jets                   | 2005–             | 24–35 m         | 28 m                   | 3.000– 4.000 km  | 60–125             | 1                                 | 1                                   | Russland/ Italien                    | SSJ100 |
| Tupolew Tu-154               | aktuell        | 3 Jets                   | 1968–2006         | 48 m            | 37 m                   | 4.000 km         | 160–180            | 915                               | 470                                 | Russland (frühere Sowjetunion)       | Tu-154 |
| Tupolew Tu-204/214 Familie   | aktuell        | 2 Jets                   | 1989–             | 40–46 m         | 42 m                   | 6.500– 7.500 km  | 157–210            | 72 (ca.)                          | 48                                  | Russland                             | Tu-204 |
| Tupolew Tu-334               | nicht in Serie | 2 Jets                   | 1999              | 31–37 m         | 29–33 m                | 2.200– 4.100 km  | 102–126            | 1                                 |                                     | Russland                             | Tu-334 |

Die Mitglieder der B737- und A320-Flugzeugfamilien machen den Großteil der weltweiten Flugzeugflotten der Fluggesellschaften für kommerziellen Personentransport aus.

## Referenzstrecken

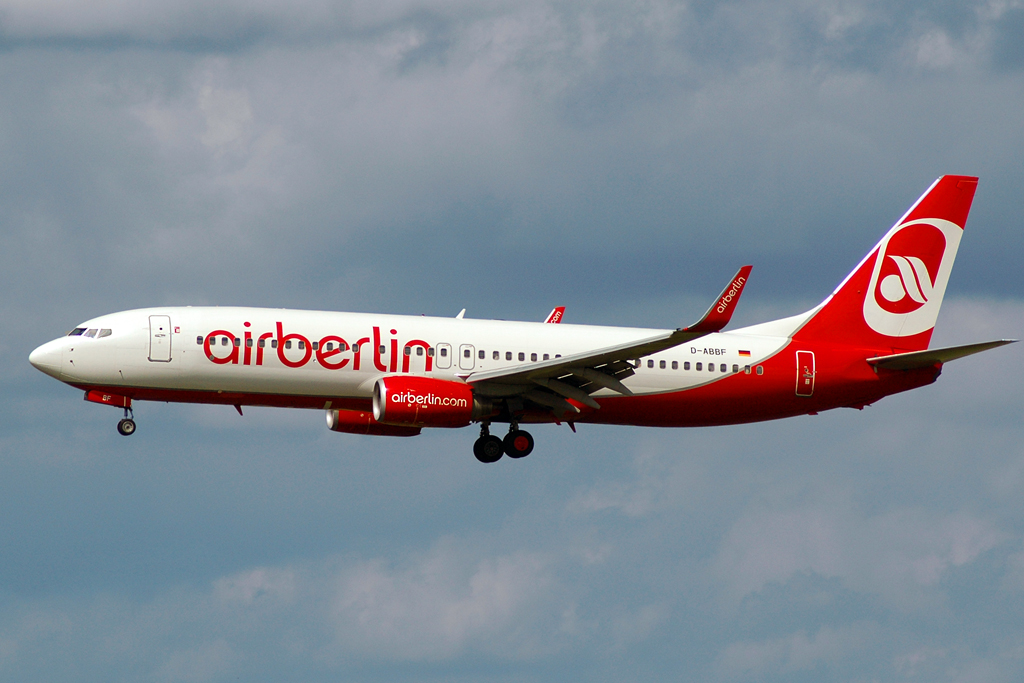
Boeing 737-800

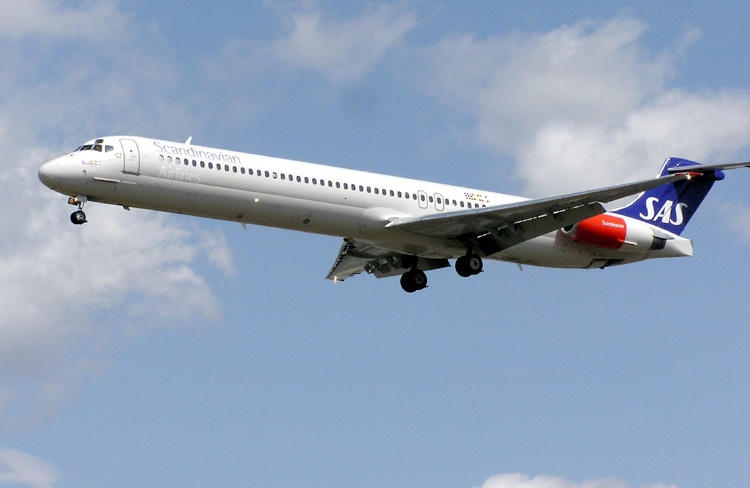
McDonnell Douglas MD-80

Die typische Referenzstrecke für Mittelstreckenflugzeuge ist die stark nachgefragte Verbindung von Ost- und Westküste der USA. Auch kurze Transatlantikstrecken (z. B. London – New York) können noch zum oberen Grenzbereich der Mittelstrecken gerechnet werden. Diese kurzen Transatlantikflüge werden auch tatsächlich in seltenen Fällen von Mittelstreckenflugzeugen durchgeführt. Z. B. führte die schweizerische PrivatAir im Auftrag der Lufthansa Transatlantikflüge von deutschen Flughäfen (z. B.: Düsseldorf und München nach Chicago und New York mit Boeing 737 bzw. Airbus 320) in reiner Business-Class-Bestuhlung durch. Auch Continental Airlines flog von Newark diverse Routen nach Europa mit der Boeing 757.